# Roquefort
Roquefort (US: /ˈroʊkfərt/ hay UK: /rɒkˈfɔːr/; tiếng Pháp: [ʁɔk.fɔʁ];) là một loại pho mát sữa cừu từ miền nam nước Pháp, và cùng với Bleu d'Auvergne, Stilton và Gorgonzola là những loại pho mát xanh nổi tiếng nhất thế giới. Mặc dù phô mai tương tự được sản xuất tại những nơi khác, luật EU chỉ ra rằng chỉ có phô mát được làm trong hang Combalou ở Roquefort-sur-Soulzon được phép mang tên Roquefort, khi nó được một sự công nhận về chỉ dẫn địa lý.

## Lịch sử
Truyền thuyết kể rằng pho mát đã được phát hiện khi một thanh niên, đang ăn bữa trưa với bánh mì và sữa pho mát của cừu, đã nhìn thấy một cô gái đẹp ở đằng xa. Bỏ bữa ăn trong một hang gần đó, anh đã chạy theo để gặp cô. Khi anh trở lại sau vài tháng, nấm mốc (Penicillium roqueforti) đã biến pho mát của anh thành Roquefort.
Mặc dù nó thường được tuyên bố rằng Roquefort được ca ngợi bởi  Pliny the Elder ở năm AD 79, trong thực tế, Pliny đơn giản nói về một loại pho mát từ xứ Gaul, không đề cập tới nguồn gốc hoặc thậm chí nói rằng nó màu xanh; câu chuyện đã được đẩy đi xa hơn bởi Société des Caves. Vào ngày 4 tháng 6, 1411, Charles VI đã ban cho một sự độc quyền về sự làm chín pho mát tới những người dân  Roquefort-sur-Soulzon khi họ đã làm trong nhiều thế kỉ.
Năm 1925, pho mát đã nhận chứng chỉ của Pháp là  Appellation d'Origine Contrôlée khi những quy tắc quản lý sản phẩm của nó và tên là lần được định rõ. Năm 1961, trong một quyết định bước ngoặt đã loại bỏ đồ giả, Tòa án de Grande Instance tại Millau đã ra sắc lệnh rằng phương pháp sản xuất của pho mát có thể được làm theo từ bên này tới bên kia phía Nam của Pháp, chỉ những pho mát mà việc làm chín nó đã xảy ra trong những hang tự nhiên ở Mont Combalou trong Roquefort-sur-Soulzon mới được cho cho phép mang tên Roquefort.